# Trigonostemon pentandrus
Trigonostemon pentandrus är en törelväxtart som beskrevs av Ferdinand Albin Pax och Käthe Hoffmann. Trigonostemon pentandrus ingår i släktet Trigonostemon och familjen törelväxter. Inga underarter finns listade i Catalogue of Life.